# Spyder 550 Motors
Spyder 550 Motors Limited war ein britischer Hersteller von Automobilen.

## Unternehmensgeschichte
Martin Allen gründete am 10. Juli 2006 das Unternehmen in Croydon in der Grafschaft Surrey. Rowena Seaton-Allen war ebenfalls im Unternehmen tätig. Sie begannen mit der Produktion von Automobilen und Kits. Der Markenname lautete Spyder 550 Motors. 2009 endete die Produktion. Am 17. März 2009 wurde das Unternehmen aufgelöst.

## Fahrzeuge
Das einzige Modell war der 130 Spyder. Es wurde übernommen von 356 Sports und war ursprünglich eine Entwicklung von Paul Banham Conversions. Es war eine Nachbildung des Porsche 550 Spyder. Der Vierzylindermotor stammte vom Škoda 742.
Insgesamt entstanden etwa 500 Exemplare bei den drei Herstellern.